# 프랫 팩
프랫 팩(Frat Pack)은 1990년대 후반 이후 가장 높은 수익률을 보이는 코미디 영화의 대부분에서 함께 출연한 코미디 배우의 그룹이다. 벤 스틸러, 잭 블랙, 오언 윌슨, 루크 윌슨, 윌 페럴, 빈스 본, 스티브 커렐을 의미한다.
이 용어는 2004년 6월 〈USA 투데이〉에서 처음 사용되었으며, 이후 다른 매체에서도 사용하기 시작했다. 〈USA 투데이〉가 이 용어를 사용하기 전에는 〈엔터테인먼트 위클리〉가 슬래커 팩(Slacker Pack)이라는 용어를 사용했다. 코미디 그룹을 지칭하기전에는 원래 레오나르도 디카프리오, 토비 매과이어, 맷 데이먼, 벤 애플렉, 에드워드 노턴과 같은 드라마 영화에 출연한 청춘 스타를 의미했었다. 2005년, 〈엔터테인먼트 위클리〉는 슬래커 팩이라는 용어를 더 이상 사용하지 않고, 앞서 말한 코미디 배우를 의미하는 단어로 프랫 팩을 사용하기 시작했다.
최근 들어서 이 용어는 저드 애퍼타우 감독과 같이 작업한 배우 세스 로겐, 폴 러드, 조나 힐, 마틴 스타, 제이슨 시걸, 제임스 프랭코 등도 의미하고 있다. 이 배우들을 프랫 팩의 "애퍼타우 챕터"라고 부르고 있다.

## 같이 보기
- 더 해피 매디슨 갱
- 랫 팩
- 브릿 팩
- 브랫 팩
- 스플랫 팩